# Amyntianos
Amyntianos (altgriechisch Αμυντιανός Amyntianós) war ein Rhetor und antiker griechischsprachiger Geschichtsschreiber des 2. oder 3. Jahrhunderts.
Amyntianos ist vor allem durch eine Notiz des byzantinischen Gelehrten Photios bekannt. Photios berichtet von einer Biographie Alexanders des Großen (siehe auch Alexanderhistoriker), die Amyntianos verfasst und dem „römischen Kaiser Markus“ gewidmet habe. Er charakterisiert den Stil des Amyntianos als inkonsistent und inspirationslos sowie das gesamte Werk als klar, aber entscheidende Details vernachlässigend. Man nimmt heute allgemein an, dass die von ihm kritisierte Alexanderbiographie diejenige ist, die in den Scholien zu den Georgica Vergils erwähnt wird.
Photios nennt in seiner Notiz noch weitere Werke des Amyntianos:
- Parallel-Biographien von Dionysios von Syrakus und Domitian (2 Bücher) sowie von Philipp II. und Augustus
- eine Biographie der Olympias, der Mutter Alexanders des Großen. Der Autor dieser Schrift wird von manchen Forschern mit demjenigen Amyntianos gleichgesetzt, der laut den Scholien zu Pindar[3] eine Schrift über Elefanten verfasst hat.

Während frühere Forscher, vor allem Théodore Reinach, der Meinung waren, der „römische Kaiser Markus“ der Photios-Stelle sei mit Caracalla gleichzusetzen, geht die jüngere Forschung aufgrund einiger Indizien eher von Mark Aurel aus. In der Regierungszeit Mark Aurels lebten verschiedene Senatoren namens Amyntianos, und die Nähe zur Zeit Plutarchs und Domitians sowie der Wiederaufschwung, den die biographische Behandlung Alexanders im Gefolge des Werks Arrians und des Partherkriegs des Lucius Verus nahm, sprechen für Mark Aurel. Allerdings liegen auch Indizien für die ältere Hypothese vor: Die Historia Augusta und Cassius Dio berichten von der Alexander-Leidenschaft Caracallas, der den Makedonen als Helden-Ideal verehrte.
Der Philologe Athanasios Papadopoulos-Kerameus entdeckte in der Bibliothek des orthodoxen Patriarchen von Jerusalem 1891 ein wichtiges Fragment einer Alexanderbiographie (etwa ein Drittel des ursprünglichen Texts), das sogenannte Fragmentum Sabbaiticum. In der ersten französischen Übersetzung dieses Textes identifizierte Theodore Reinach mit stilistischer Begründung die Alexandergeschichte des Fragmentum Sabbaiticum mit der des Amyntianos und ordnete die Abfassung der Zeit Caracallas zu. Diese Ansicht wird von der jüngeren Forschung als wenig begründet und spekulativ angesehen.